# Freddy, Tiere, Sensationen
Freddy, Tiere, Sensationen ist ein deutscher Spielfilm in Farbe von dem Regisseur Karl Vibach aus dem Jahr 1964, der im Zirkusmilieu spielt, mit Freddy Quinn in der Titelrolle. Vermutlich spielen die Produzenten mit dem Titel auf den 1938 entstandenen Film Menschen, Tiere, Sensationen von und mit Harry Piel an. Die Dreharbeiten entstanden größtenteils bei einem Gastspiel des italienischen National-Zirkus „Heros“ in Hamburg. In der Bundesrepublik Deutschland kam der Film zum ersten Mal am 18. Dezember 1964 in die Kinos.

## Handlung
In Amerika ist Freddy Baldoni der große Star der Trapez-Truppe „Los Airos“ und eilt mit ihr von Erfolg zu Erfolg. Die Wiege des Artisten stand einst in Europa, wo sein Vater seit Jahrzehnten den alteingesessenen „Zirkus Baldoni“ leitet. Allerdings hat das Unternehmen schon weit bessere Zeiten gesehen. Vor Kurzem erst hat ein Orkan das Zirkuszelt zerstört, und Vater Baldoni, der nie ein guter Geschäftsmann war, ist von seinem Halbbruder Raoul, einem Luftikus, um eine größere Summe betrogen worden.
Freddy weiß nichts von den Sorgen der Eltern. Eines Tages erhält er ein Telegramm von seiner Mutter, durch das er erfährt, sein Vater sei von Raoul schwer verletzt worden, als ihm dieser gewaltsam seinen noch geheimen Plan für eine sensationelle Trapez-Nummer, das so genannte „Todes-Trapez“, weggenommen habe. Sofort macht sich Freddy in seine Heimat auf. Er hat herausgefunden, dass Raoul jetzt beim „Zirkus Heros“ unter Vertrag steht. Deshalb lässt er sich bei ihm als Tierpfleger anheuern. Nebenher vertritt er den Clown Peppino, der erkrankt ist und eine große Familie zu versorgen hat.
Raoul assistiert der Löwen-Dompteuse Isodora. Als er in einem ungünstigen Moment von einem Elefanten angegriffen wird, rettet ihm Freddy das Leben. Trotzdem verfolgt Freddy eisern seinen Plan weiter, Raoul die Beschreibung vom „Todes-Trapez“ abzujagen.
Inzwischen taucht im Zirkus Gina auf, die frühere Pflegetochter von Freddys Eltern. Von ihr erfährt er die ganze Wahrheit über deren finanzielle Lage. Nachdem er seinem Onkel den gestohlenen Plan wieder abnehmen konnte, übt Freddy mit Gina die neue Nummer ein. Dabei kommen sich die beiden menschlich näher und verlieben sich schließlich ineinander.
Der Tag der Premiere rückt näher. Raoul hat seine Niederlage nicht verwunden und will sich an Freddy rächen. Deshalb plant er nun einen Mordanschlag auf seinen Neffen. Der kann jedoch in letzter Minute verhindert werden.
Das „Todes-Trapez“ schlägt ein wie eine Bombe. Mit dieser Zugnummer geht der „Zirkus Baldoni“ wieder besseren Zeiten entgegen.

## Musik
Der Hauptdarsteller singt in dem Film folgende Lieder (alle komponiert von Lotar Olias):
- Daran muss ich immer denken (Text: Walter Rothenburg)
- Kleine Welt (Text: Fritz Graßhoff)
- Vergangen, vergessen, vorüber (Text: Walter Rothenburg)
- Wo unser Zelt steht (Text: Fritz Graßhoff)
- Zirkusluft (Text: Fritz Graßhoff)
- Zirkus-Twist (Text: Fritz Graßhoff)

Der Original-Soundtrack erschien auf einer Langspielplatte bei Polydor (Nr. 46919). Bei der Besprechung dazu bemerkte der Evangelische Film-Beobachter in seiner Rubrik „Plattenteller“: Bemerkenswert ist die Musik von Lotar Olias. Freddy singt, wie man es gewohnt ist; nur in Passagen von „Zirkusluft“ zeigt er mehr von seinem Können, als ihm sonst gestattet ist.

## Produktionsnotizen
Die Dreharbeiten fanden vom 14. September bis 30. Oktober 1964 in Hamburg, Berlin und im italienischen Nationalzirkus Heros statt. Die Filmbauten entwarf Hans-Jürgen Kiebach.

## Kritik
„Volkstümliche Unterhaltung mit viel Gesang, Rührseligkeit und Artistik.“

„Daß dieser Cocktail aus Schlagern, Zirkusnummern, Sentiment und ein bißchen kriminellem Einschlag für den anspruchslosen Filmkonsumenten eigentlich ganz genießbar wurde, liegt sicher nicht an Freddy: Sein schauspielerisches Unvermögen ist nämlich über alle Zweifel erhaben. […] Mangel an sexuellem Anreiz, streckenweise vorhandene Spannung […] sowie eine für den gehobenen Geschmack allerdings ziemlich dick aufgetragene Wohlanständigkeit und treudeutscher Edelmut des sängerisch immer Einsamen […] machen diesen Streifen zu einem durchaus vertretbaren Vergnügen für Freunde anspruchsloser Kost und Freddyscher Schnulzen. […] Gute darstellerische Leistungen in Nebenrollen verdienen Aufmerksamkeit. Joseph Offenbach gibt die vorzügliche Studie eines Clowns.“

## Quelle
Programm zum Film: Illustrierter Film-Kurier, Vereinigte Verlagsgesellschaften Franke & Co. KG München, Nr. 24